# アンダース・フリーデン
アンダース・フリーデン (Anders Fridén、1973年3月25日 - )は、スウェーデンのヘヴィメタルミュージシャン (ボーカリスト)。イン・フレイムスのボーカリストとして著名。また、同バンドでは、作詞、作曲も行っている。この他に、音楽プロデューサー、レコーディング・エンジニアとしても活動している。また、ラッツィア・レコードのA&Rとしても活動している。
スウェーデン語に近い発音では、フルネームでパール・アンデシュ・フリデーン（Pär Anders Fridén）となる。またイン・フレイムスの2ndアルバム『The Jester Race』の日本盤においては、アンデッシュ・フリーデンと記載されていたが、3rdアルバム『Whoracle』以降は英語読みのアンダース・フリーデンへと表記が統一された。

## 略歴
1989年にデスメタルバンド、セプティック・ブロイラー (Septic Broiler)を結成し、活動を始める。セプティック・ブロイラーは、翌1990年にダーク・トランキュリティ (Dark Tranquillity)にバンド名を変更している。ダーク・トランキュリティは、1992年にスパインファーム・レコードと契約し、1993年に1stアルバム『Skydancer』でデビューしている。その後、アンダースは音楽的意見の相違を理由にダーク・トランキュリティを脱退している。ダーク・トランキュリティ脱退後、セレモニアル・オース (Ceremonial Oath)に加入。セレモニアル・オースでは、2ndアルバム『Carpet』に参加。その後、セレモニアル・オースは解散している。
セレモニアル・オース解散前後の1995年に、イン・フレイムス (In Flames)に加入。1996年リリースの2ndアルバム『The Jester Race』から参加するようになる。以後、イン・フレイムスのフロントマンとして活動していくこととなる。また、『The Jester Race』では、ダーク・トランキュリティのニクラス・スンディンと共作で、作詞を手掛けるようになった。4thアルバム『Colony』からは、アンダース一人で作詞を行うようになる。ただし、ニクラスは作詞はしないものの、スウェーデン語から英語への翻訳を手助けを続けていた。
またサイドプロジェクトとして、ニューメタルバンド、パッセンジャー (Passenger)を結成し、2003年には1stアルバム『Passenger』をリリースしている。パッセンジャーには、イン・フレイムスのニクラス・エンゲリン (G)、元ガーデニアンのホーカン・スコガー (B)、ドリーム・イーヴルのパット・パワー (Patrik J. Sten) (Ds)が参加していた。現在、パッセンジャーの活動は停止している。
2002年の『Reroute To Remain』でイン・フレイムスの音楽性が大きく変わったのと同時期に髭を伸ばすようになり、髪型がドレッドロックスになった。また同アルバムからボーカルスタイルも大きく変わった。低トーン、ハッシュボーカルは、ハイピッチのスクリームへと変化した。また、クリーンボーカルも使用するようになった。更に、同アルバムからは作曲にも携わるようになった。
また、1997年頃からレコーディング・エンジニア、音楽プロデューサーとしても活動している。イン・フレイムスでは、2002年の『Reroute To Remain』からミキシングに参加するようになった。
2007年には、ニュークリア・ブラスト設立20周年を記念して結成されたプロジェクトニュークリア・ブラスト・オールスターズに参加した。
2010年に、2002年頃から続けていたドレッドロックスを切り、外見が大きく変わった。

## 人物

### 家族
妻と息子1人、娘1人がいる。また、弟がいる。

### 趣味
DVD鑑賞を趣味としている。アンダースは、"The one with the most DVDs when you die, wins."が好きな言葉であると述べている。
また、ウイスキーの熱心なコレクターとしても知られている。
地元イェーテボリのサッカークラブ、IFKイェーテボリのサポーターでもある。
イン・フレイムスのライヴで度々来日しているが、日本では寿司と日本の酒が好物であると述べている。

## ディスコグラフィー

### イン・フレイムス
アルバム
- 1995年　The Jester Race
- 1997年　Whoracle
- 1999年　Colony
- 2000年　Clayman
- 2002年　Reroute To Remain
- 2004年　Soundtrack To Your Escape
- 2006年　Come Clarity
- 2008年　A Sense Of Purpose
- 2011年　Sounds of a Playground Fading
- 2014年　Siren Charms
- 2016年　Battles
- 2019年　I, the Mask

シングル・ミニアルバム
- 1997年　Black-Ash Inheritance
- 2002年　Cloud Connected
- 2003年　Trigger
- 2004年　The Quiet Place
- 2006年　Take This Life / Leeches
- 2006年　Come Clarity
- 2008年　Alias
- 2008年　The Mirror's Truth
- 2009年　Delight and Angers
- 2011年　Ropes
- 2011年　Deliver Us
- 2011年　Where the Dead Ships Dwell
- 2014年　Through Oblivion
- 2014年　Rusted Nail
- 2014年　Everything's Gone
- 2015年　Paralyzed
- 2016年　The End
- 2016年　The Truth
- 2016年　The End / The Truth
- 2017年　Down, Wicked & No Good
- 2018年　(This Is Our) House
- 2018年　I Am Above
- 2020年　Clayman (Re-Recorded)
- 2020年　Clayman 2020 (Re-Recorded)

ライブ
- 2001年　The Tokyo Showdown （日本でのライブ）

ビデオ
- 1997年　Live & Plugged（ダークシード、エヴァーイヴとのスプリットビデオ）
- 2005年　Used & Abused - In Live We Trust
- 2016年　Sounds from the Heart of Gothenburg

### ダーク・トランキュリティ
アルバム
- 1993年 en:Skydancer

デモ
- 1990年 Enfeebled Earth (セプティック・ブロイラー名義) (Demo)
- 1991年 Trail of Life Decayed (Demo)
- 1992年 A Moonclad Reflection (Demo)

### セレモニアル・オース
アルバム
- 1995年 Carpet

### ゲスト参加
- 1997年 Dark Tranquillity - The Mind's I (Vocals [Mantra] on "Hedon")
- 1997年 Misanthrope - Visionnaire (Guest backing vocals on "Hands of the Pupetters")
- 1999年 Grievance - The Phantom Novels (Guest vocals on 3 tracks)
- 2000年 Cemetary 1213 - The Beast Divine (Guest vocals on track "AntiChrist 3000")
- 2007年 Caliban - The Awakening (Guest vocals on "I See The Falling Sky")
- 2007年 Nuclear Blast Allstars - en:Nuclear Blast All-Stars: Out of the Dark (Vocals on "Dysfunctional Hours")
- 2010年 Pendulum - Immersion - vocals on "Self Versus Self", performing alongside the rest of In Flames.

### プロデューサー・エンジニア参加
- 1997年 Dimension Zero - Penetrations from the Lost World (Co-Producer)
- 1997年 Opeth - My Arms, Your Hearse (Co-Producer)
- 1997年 Sacrilege - The Fifth Season (Engineer)
- 1998年 Haddock - Haddock (Recording)
- 1998年 Withering Surface - The Nude Ballet (Mastering)
- 2000年 Raise Hell - Not Dead Yet (Co-Producer)
- 2000年 Dark Tranquillity - Haven (Engineer)
- 2001年 Madrigal - I Die, You Soar (Producer, Recording)
- 2002年 Dimension Zero - Silent Night Fever (Co-Producer)
- 2003年 Dimension Zero - This Is Hell (Co-Producer)
- 2003年 Deathstars - Synthetic Generation (Engineer, Recording)
- 2003年 Burst - Prey on Life (Producer [Additional Production])
- 2004年 Caliban - The Opposite from Within (Producer)
- 2006年 Caliban - The Undying Darkness (Producer)
- 2007年 Engel - Absolute Design (Producer)
- 2007年 The Destiny Program - Subversive Blueprint (Producer)